# Потоцька сотня
Потоцька сотня (1649—1775 рр.) — військово-територіальна одиниця Війська Запорозького з центром у містечку Потоки. 
Виникла у складі Чигиринського полку. У ньому ж закріплена Реєстром 1649 у складі 181 козака. У 1661—1663 була в складі Кременчуцького полку, у 1663—1667 — знову в Чигиринському. За Андрусівською угодою повинна була увійти до Миргородського полку, але фактично перебувала під владою Петра Дорошенка до 1672, коли Івану Самойловичу вдалося приєднати Потоцьку сотню до Миргородського полку. У 1775 указом Катерини ΙΙ сотня була розформована, а її територія ввійшла до Новоросійської губернії.
Сотники: Гулячка Василь (1649), Дубовицький Гаврило (1661), Вольовач Антін (1719), Крушевський Прокіп (1721, н.), Розсоха Йосип (1723—1724), Малишев Данило (1725, н.), Крушевський Трохим (1729 —1731), Сахатов Юрій (1736—1750), Булах Антон (1739, н.), Шутенко Ілля (1754 —1768).
Населені пункти сотні в 1726—1730 рр.: Містечко Потоки, село Дмитрівка.
Населені пункти сотні в 1750-х рр.: Місто Потоки, село Дмитрівка, село Кам'янка, хутір біля р. Омельничка.
Джерела:
1. Адміністративно-територіальний устрій Лівобережної України 50-х рр. XVIII ст. Каталог населених пунктів (за матеріалами архівних податкових реєстрів). — К. 1990. — с. 47.
2. Заруба В. М. Адміністративно-територіальний устрій та адміністрація Війська Запорозького у 1648—1782 роках. — Дніпропетровськ: Ліра ЛТД, 2007. — с. 194.
3. Хорольщина та навколишні землі в Генеральному слідстві про маєтності 1729—1731 рр.: науково-довідкове видання / укладач Микола Костенко; передмова Павла Сацького. — К., 2014. — с. 91.
4. Ревізія Миргородського полку 1752-1753 рр. / ЦДІАУК, ф. 51, оп. 3, спр. 19350.